# Oakham
Oakham – miasto i civil parish w Anglii, ośrodek administracyjny hrabstwa Rutland, w dystrykcie (unitary authority) Rutland. W 2011 roku civil parish liczyła 10 922 mieszkańców.